# Nitta
Nitta – miejscowość (tätort) w Szwecji, w regionie administracyjnym (län) Västra Götaland, w gminie Ulricehamn.
Według danych Szwedzkiego Urzędu Statystycznego liczba ludności wyniosła: 360 (31 grudnia 2015), 370 (31 grudnia 2018) i 375 (31 grudnia 2019).